# دراج سینه‌خاکستری
دراج سینه‌خاکستری (نام علمی: Pternistis rufopictus) نام یک گونه از سرده دراج‌های کبکی است.